# Timo Maas
Timo Maas (Bückeburg, 27 juli 1969) is een Duitse house dj en producer.

## Leven
Maas kocht op 9-jarige leeftijd zijn eerste plaatje en zijn eerste set draaitafels met 17 jaar. Hij begon in 1982 met draaien en in het begin draaide hij voornamelijk Top 40 met af en toe wat techno. Zijn eerste grote optreden vond in 1992 plaats op een Paas Housefeest waarna hij langzamerhand steeds populairder werd. 
Timo Maas begon met het produceren van muziek in de jaren 80. Zijn eerste plaat, getiteld The final XS werd uitgegeven in 1995 maar flopte. Zijn tweede plaat Die Herdplatte maakte hij samen met de producer Gary D  en deze deed het een stuk beter. Gary D zorgde er ook voor dat Maas een vaste dj werd van de bekende Hamburgse club The Tunnel. Hij draaide daar tussen 1994 en 1996.
Via zijn connecties kon Maas ook draaien in Bristol in de club Lakota. Ook startte hij met het uitbrengen van platen bij onder andere Hope Recordings zowel onder zijn eigen naam als onder zijn alias Orinoko. Hij heeft meerdere alisassen gebruikt zoals Mad Dogs samen met zijn manager en vriend Leon Alexander. In 2000 werd Timo Maas een van de vaste dj's in club Twilo in New York.
Maas werd bekend bij het bredere publiek door zijn remix van Azzido Da Bass' "Doom's Night." Hieropvolgend bracht hij zijn mix album Music For the Maases Volume 1, uit waarop diverse eerder gemaakte tracks stonden. Na het tweede mix-album "Connected" op Paul Oakenfold's label Perfecto bracht Timo in 2002 zijn debuutalbum Loud uit. Op dit album speelden Kelis en Finley Quaye mee. Op zijn tweede album Pictures dat in 2005 werd uitgebracht speelden Kelis, Neneh Cherry en Brian Molko mee.

## Discografie

### Singles
- 1995 - DJ Timo Maas: The Final XS
- 1995 - Timo Maas & Gary D.: Herdplatte 100
- 1996 - Klubkraft: Drug oriented Society
- 1996 - Kinetic A.T.O.M.: Bor Destroyer
- 1996 - Timo Maas & M-Zone: The Friendship E.P.
- 1996 - Timo Maas feat. Digital City: Achtung!
- 1996 - Dakota Harris: Wellengang
- 1997 - Kinetic A.T.O.M.: Return of the Borgs
- 1997 - Skydivers: High Pressure
- 1997 - Timo Maas: M.A.A.S.M.E.L.L.O.
- 1997 - Mad Dogs & Englishman: Sudden Journey
- 1997 - Timo Maas: Club Trax
- 1997 - Timo Maas: Achtung! (The Remixes)
- 1999 - Timo Maas: Der Schieber
- 2000 - Ubik
- 2002 - To get down
- 2002 - Shifter
- 2005 - First Day (ft. Brian Molko)

### Albums
- Music For The Maases (2000)
- Loud (2002)
- Music For The Maases 2 (2003)
- Pictures (2005)

### Remixes
- Tori Amos - Don't Make Me Come to Vegas
- Depeche Mode - Enjoy the Silence 04
- Madonna - Don't Tell Me
- Moby - We're All Made of Stars
- Placebo - Special K
- Muse - Sunburn

- Biblioteca Nacional de España: XX4723585
- Bibliothèque nationale de France: cb14047452k (data)
- Gemeinsame Normdatei: 13515412X
- International Standard Name Identifier: 0000 0000 5518 8785
- Library of Congress Control Number: no2007109845
- MusicBrainz: 71348eeb-0c15-4718-b0ca-5775f78ad5f8
- Nationale Bibliotheek van Tsjechië: xx0028269
- Nationale Bibliotheek van Israël: 987007413492105171
- Système universitaire de documentation: 165962658
- Virtual International Authority File: 168953143